# North Carr Rock
North Carr Rock är ett skär i Storbritannien.  Det ligger i kommunen Fife och riksdelen Skottland, i den norra delen av landet, 600 km norr om huvudstaden London. Närmaste större samhälle är St Andrews, 15 km väster om North Carr Rock.